# Xenoproctis usambarica
Xenoproctis usambarica är en skalbaggsart som beskrevs av Ohaus 1908. Xenoproctis usambarica ingår i släktet Xenoproctis och familjen Rutelidae. Inga underarter finns listade i Catalogue of Life.